# Швабське герцогство

Швабське герцогство (Алеманія) у 917 році (виділено помаранчевим кольором)

Швабське герцогство на мапі Священної Римської імперії, 1000 рік нашої ери

Швабське герцогство (лат. Ducatus Allemaniæ, нім. Herzogtum Schwaben) — племінне герцогство Німеччини, що існувало в X—XII столітті. Межувало на півночі з Франконією, на заході — з Верхньої Лотарінгією і землями Бургундського (арелатського) королівства, на півдні — з Італійським королівством, на сході — з племінним Баварським герцогством. Таким чином, в герцогство в його максимальних межах входили території як сучасної Німеччини (земля Баден-Вюртемберг, баварський адміністративний округ Швабія), так і Швейцарії (практично вся східна половина), Франції (історична область Ельзас), Австрії (Форарльберг і частина Тіролю), Ліхтенштейну (повністю) і Італії (область К'явенну).

## Виникнення герцогства
Після знищення в 746 році племінного герцогства Алеманія і включення його земель до складу держави франків, для управління країною був призначений граф, королівський намісник. У 829 році територія Алеманнія увійшла до складу королівства, виділеного для управління Людовику Німецькому. Верденський договір у 843 році підтвердив закріплення цієї області в числі інших, що увійшли до складу Східно-Франкського королівства, за Людовіком. Після смерті короля Арнульфа в 900 році в Швабії посилюється вплив місцевої знаті, особливо двох родів — Бурхардінгерів, які ще в 807 році утвердилися в маркграфстві Реція, і Агалольфінгерів, які володіли титулом пфальцграфа Швабії.
Бурхард I, який походив з роду Бурхардінгерів, володіючи маркграфством Реція, а також графствами Тургау і Бар, був одним із наймогутніших феодалів в Швабії. Він спробував поширити свій вплив на всю Швабію. Цьому сприяло і вдале одруження на вдові короля Саксонії і Баварії Людовика III Молодшого, Ліутгарді. Вже в 909 році в джерелах його називають «герцогом Алеманнія» (dux Alamannorum).
Після того, як в 911 році королем Німеччини був обраний герцог Франконії Конрад I, Бурхард I був звинувачений в узурпуванні королівського авторитету, був визнаний винним у державній зраді та страчений. Його сини, Бурхард II і Удальріх були змушені тікати до родичів в Італію.
Після цього найвпливовішим швабським князем став пфальцграф Швабії Ерхангер з дому Агалольфінгерів. Разом з братом Бертольдом він прагнув отримати владу у Швабії, але наштовхнувся на опір єпископа Констанци Соломона III, який представляв інтереси короля Конрада I. В 913 році у Ерхангер примирився з Конрадом, що було закріплено шлюбом короля і сестри Ерхангера. Але в 914 році протистояння з Конрадом I відновилося. Єпископ Соломон III заарештував Ерхангера і відправив його до короля, який вислав того з країни.
Але в 915 році Ерхангер повернувся. Восени 915 року Ерхангер, його брат Бертольд і Бурхард II, син страченого герцога Бурхарда I, розбили армію короля Конрада I і захопили в полон єпископа Соломона III. В цьому ж році Ерхангер був проголошений герцогом Швабії. Незабаром почалася жорстока війна між королем і можновладними швабськими і баварськими князями, сторону яких взяв герцог Саксонії Генріх. В результаті в 917 році Ерхангер, Бертольд і їх племінник Ліуфрід були страчені за наказом короля Конрада. Незважаючи на це, Конраду так і не вдалося підпорядкувати верхню Німеччину, де зберіг своє становище герцог Баварії Арнульф I, а герцогом Швабії без згоди короля був визнаний Бурхард II. Бурхард підтримав в 919 році обрання королем свого двоюрідного брата Генріха Саксонського, який визнав його герцогом Швабії.
Після смерті єпископа Соломона III в 919 році, Бурхард II значно збільшив свою владу. Йому вдалося поширити свій вплив на Тургау, Цюрихгау, а також на Верхньому Рейні. Він, також як і баварський герцог Арнульф I, проводив незалежну від короля зовнішню політику. Коли його зять, король Верхньої Бургундії і Італії Рудольф II, в 926 році попросив допомоги, Бурхард II виступив з армією в його підтримку і загинув під стінами Новари.
Після загибелі Бурхарда II король віддав Швабію не синові покійного герцога Бурхарду III, а двоюрідному братові короля Конрада I Герману I фон Веттерау (помер 948 року), одруживши його з Регеліндою, вдовою герцога Бурхарда II.

## Швабія в другій половині X століття
Після смерті Германа I в 948 рік король Оттон I передав герцогство своєму синові Людольфу, одруженому з донькою Германа I. В 952 рік у Людольф разом з герцогом Лотарингії Конрадом Рудим підняли заколот проти короля Оттона I. У результаті в 954 рік у обидва герцоги були позбавлені своїх володінь. Швабію король віддав синові герцога Бурхарда II — Бурхарду III.
Під час правління Бурхарда III сильний вплив на нього чинив брат дружини, баварський герцог Генріх II. В 973 році Бурхард сприяв призначенню князем-єпископом Аугсбурга двоюрідного брата, Генріха I, пішовши для цього на обман соборного капітулу. У тому ж році Бурхард помер.
В 973 рік король Оттон II передав герцогство своєму двоюрідному брату Оттону I, синові Людольфа, який вступив в 976 році також у володіння Баварським герцогством.
Після ранньої смерті в 982 рік у герцога Оттона I, Швабія перейшла у володіння до Конрада I, графа Веттерау, правнука одного з братів короля Конрада, Ебергарда. Йому успадковував в 997 рік у син Герман II. Після смерті сина останнього, Германа III, Швабія перейшла до чоловіка його дочки Гізели — маркграфа Ернста Австрійського.

## Герцогство Швабія в XI столітті
Після смерті герцога Ернста I Швабією керувала його вдова Гізела як  опікунка свого малолітнього сина Ернста II. Досягнувши повноліття, Ернст II у 1030 році підняв повстання проти імператора Конрада II, котрий одружився з його матір'ю Гізелою, внаслідок чого імператор віддав Швабію молодшому братові Ернста II — Герману IV. Останній помер бездітним  в 1038 році.
Після смерті Германа імператор передав Швабію своєму синові Генріху. Коли той, під ім'ям Генріха III, вступив на імператорський престол, то передав Швабію спочатку Оттону II,  пфальцграфу Лотарингії, а після його смерті в 1047 рік — Оттону III, маркграфу Швайнфурта. Останній помер бездітним.
Імператриця Агнес, що була у той час регенткою, віддала герцогство в 1057 рік своєму зятю графу Рудольфу Рейнфельденському. В 1077 році останній виступив конкурентом Генріха IV на імператорський престол, але був убитий в 1080 році в  битві при Ельстер .

## ПравлінняГогенштауфенов
В 1079 рік у імператор Генріх IV віддав Швабію Фрідріху I, графу Гогенштауфену. Син і зять Рудольфа, Бертольд I Рейфельденський і Бертольд II Церінг, зі зброєю в руках стали оскаржувати Швабію у  Фрідріха I і останній в 1096 році змушений був віддати Брайсгау і Цюрих Бертольду II Церінгену, а Вельфські володіння — Баварії.
Фрідріху I успадковував (1105) його старший син Фрідріх II Одноокий. Коли син останнього Фрідріх Барбаросса став імператором в 1152 році, він віддав Швабію малолітньому сину свого попередника Конрада III, Фрідріху IV Ротенбургському. Останній незабаром помер в 1169 році, і Швабією, разом з Ельзасом, по черзі володіли троє синів імператора (Фрідріх V, Фрідріх VI і Конрад II).

Герб

В 1196 році імператор Генріх VI віддав Швабію своєму молодшому братові Філіпу; останній втратив її під час боротьби за імператорську корону.
В 1212 році Швабія дісталася Фрідріху VII, майбутньому імператору Фрідріху II. Фрідріх повернув Швабії загублені лені володіння; особливо розширилися володіння Швабського дому після того, як згас рід графів Церінгенських в 1218 році.
В 1219 році імператор Фрідріх II звів свого трирічного сина Генріха в герцоги швабські; коли ж в 1235 році останній обурився проти свого батька, імператор віддав герцогство майбутньому королю Конраду IV, а останній в 1254 році передав його своєму дворічному синові — Конрадину.
Коли в 1266 році Конрадин вирушив у похід в Сицилію, він заклав свої швабські володіння у графа Вюртембергського.
Зі смертю Конрадина в Швабії більше не було самостійних герцогів. Протягом багатьох років за швабський спадок йшла боротьба між маркграфом Баденським, пфальцграфом Тюбінгенським, графом Гогенцоллерном і графом Вюртембергським; але імператор утримував Швабію в своїх руках, керуючи нею через імперських ландфогтів у Верхній і Нижній Швабії. Більші швабські міста користувалися правом імперських вільних міст; менш значні, хоча їм були обіцяні імперські пільги, були підпорядковані ландфогтам й імперським судам. При Рудольфі Габсбурзькому Вюртембергським графам вдалося опанувати ландфогтством в Нижній Швабії, а пізніше — і в Ельзасі.
Після смерті Рудольфа I в 1291 році знову відновилася боротьба між конкуруючими можновладних князями в Швабії, що закінчилася земським миром в Шпаєрі в 1307 році, де було укладена також перша угода між можновладних князями і містами.